# Padenghe sul Garda

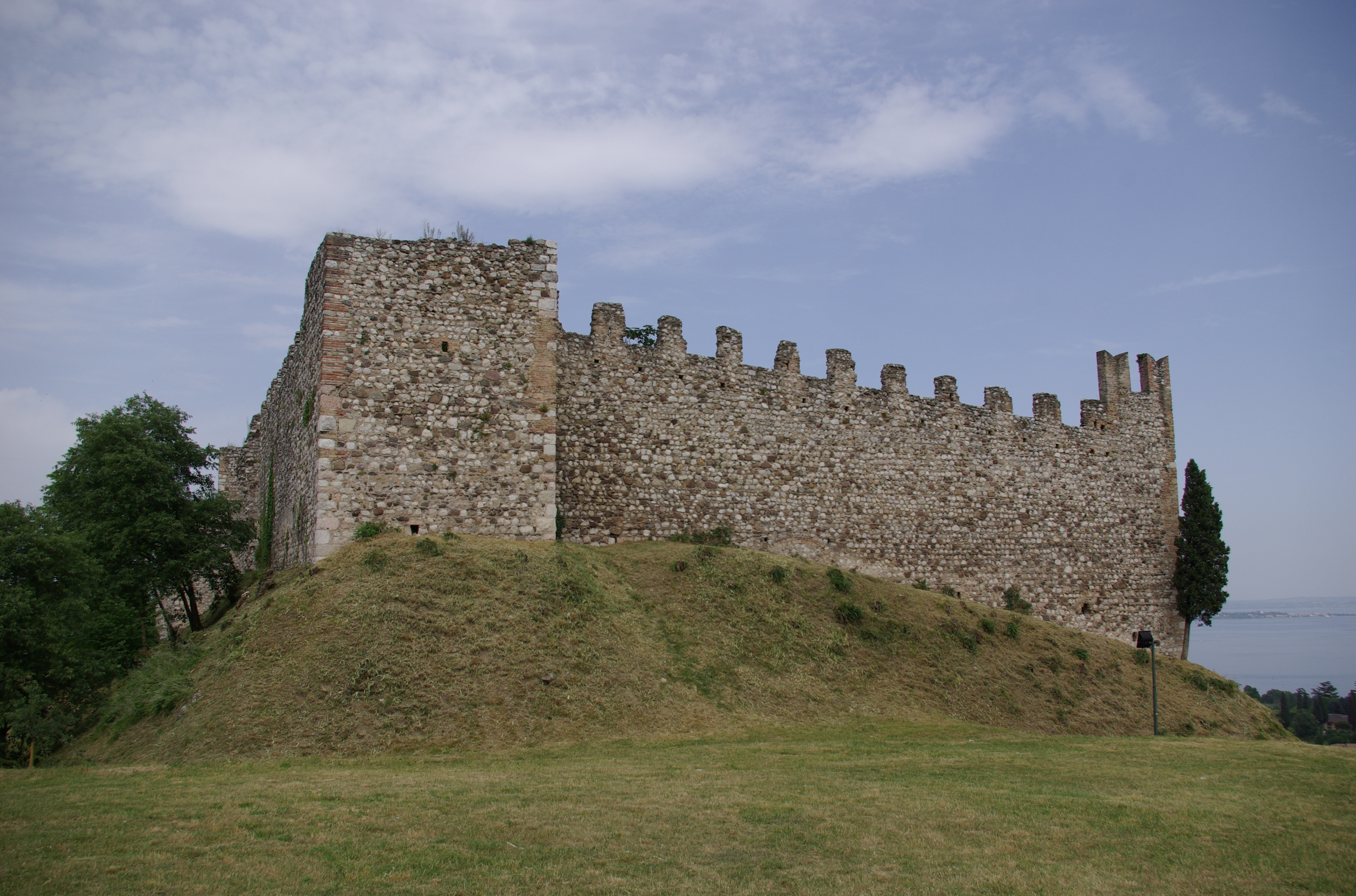
Das mittelalterliche Kastell in Padenghe sul Garda

Lage der Gemeinde Padenghe sul Garda in der Provinz Brescia

Padenghe sul Garda ist eine italienische Gemeinde mit 4871 Einwohnern (Stand 31. Dezember 2023). Sie liegt auf der westlichen Seite des Gardasees in der Provinz Brescia in der  Region Lombardei.
Die Nachbargemeinden sind Calvagese della Riviera, Desenzano del Garda, Lonato, Moniga del Garda und Soiano del Lago.